# Viticoltura in Argentina

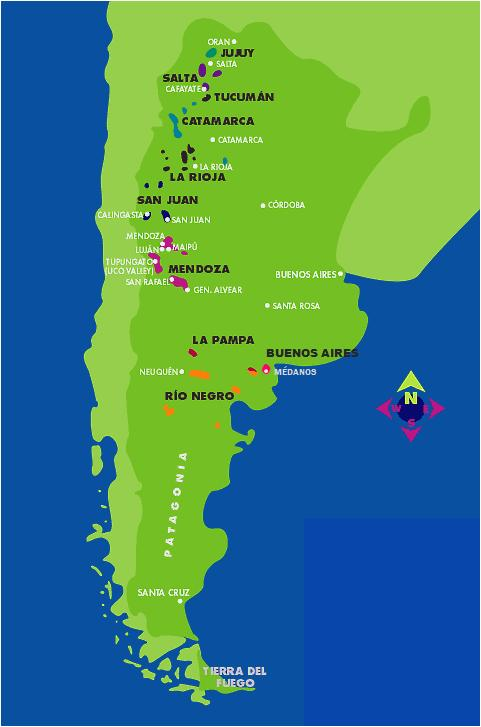
Regioni vitivinicole argentine

La viticoltura in Argentina rappresenta una delle principali realtà enologiche del continente sudamericano e del mondo. Grazie a condizioni climatiche favorevoli, altitudini elevate e un forte retaggio culturale europeo, il Paese ha sviluppato una produzione vinicola diversificata e di qualità diventando uno dei principali esportatori globali di vino.

## Storia
La coltivazione della vite in Argentina iniziò nel XVI secolo con l’arrivo dei missionari spagnoli che importarono vitigni europei per produrre vino da messa.
Il vero sviluppo della viticoltura si verificò tra il XIX e il XX secolo grazie all’immigrazione italiana e francese. Questi flussi migratori portarono non solo nuove varietà d'uva come Malbec, Bonarda e Syrah, ma anche competenze tecniche fondamentali per la vinificazione.
Negli anni ’90, con l’apertura al mercato internazionale, il miglioramento delle tecniche di vinificazione e l'intervento di enologi stranieri hanno segnato la rinascita qualitativa del vino argentino trasformandolo da prodotto per il consumo locale a protagonista sui mercati esteri.

## Clima
Il clima vinicolo argentino è fortemente influenzato dalla vicinanza delle Ande e dall'altitudine dei vigneti spesso situati tra i 600 e i 3.000 metri. Le giornate soleggiate, l’ampia escursione termica e le scarse precipitazioni creano condizioni ideali per una maturazione lenta e completa delle uve favorendo l'equilibrio tra zuccheri, acidità e complessità aromatica.
L'irrigazione è resa possibile grazie alla fusione delle nevi andine che alimentano un efficiente sistema di canali costruito sin dall’epoca coloniale.

## Regioni Vitivinicole

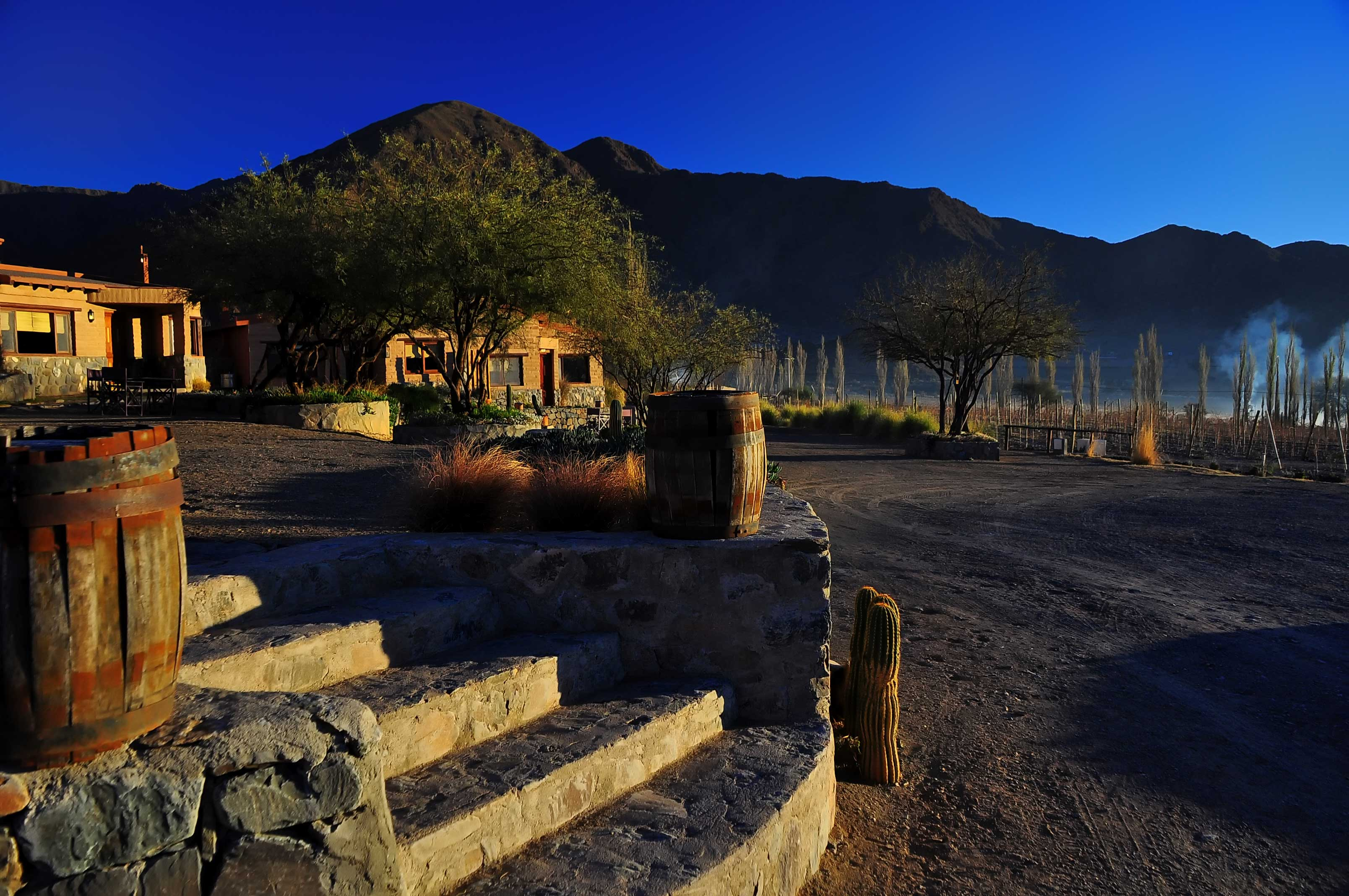
Azineda e vigneto nei pressi di Cachi, a circa 3100 m di altitudine

La regione vinicola più importante è la Provincia di Mendoza che da sola produce oltre il 75% del vino argentino. È famosa per il Malbec, ma anche per la produzione di varietà internazionali come Cabernet Sauvignon e Chardonnay.
Le province di Salta e di Jujuy, nel nord del paese, ospitano i vigneti più alti del mondo con produzioni di pregio di Torrontés e Tannat.
La Patagonia, con il suo clima più freddo, è ideale per Pinot nero e vitigni aromatici come Gewürztraminer.

## Vitigni
Il vitigno simbolo dell’Argentina è il Malbec, originario del sud-ovest della Francia e adottato con successo nelle alture andine, dove ha trovato un terroir unico che ne esalta struttura e intensità.
Altri vitigni rossi rilevanti sono il Bonarda, il Cabernet Sauvignon, il Syrah e il Tempranillo. Tra i bianchi spiccano il Torrontés, aromatico e floreale, e lo Chardonnay.

## Vini
I vini argentini si distinguono per il carattere intenso, la concentrazione aromatica e l'equilibrio tra corpo e freschezza. Il Malbec è noto per i suoi aromi di frutti neri, spezie e tannini morbidi. I vini bianchi come il Torrontés, tipico della zona di Salta, sono freschi, profumati e versatili in abbinamento.
Negli ultimi anni, si è affermata una tendenza verso vini più leggeri, meno alcolici e con interventi minimi in cantina.

## Normative
La viticoltura in Argentina è regolata dall’Istituto Nazionale della Vitivinicoltura (INV), che definisce le norme di classificazione, etichettatura e controllo qualità.
Sono state create denominazioni geografiche (IG) e indicazioni di provenienza (DOC) per garantire la tracciabilità e valorizzare le peculiarità territoriali. L’Argentina sta anche sviluppando certificazioni biologiche e sostenibili, in linea con le richieste dei mercati esteri.